# Сілкен Лауманн
Сілкен Лауманн (англ. Silken Laumann, 14 листопада 1964) — канадська академічна веслувальниця.
Срібна призерка Олімпійських Ігор 1996 року в одиночці, бронзова призерка 1984 (парні двійки), 1992 (одиночки) років, учасниця 1988 року.
Переможниця Панамериканських ігор 1987 (одиночки), 1995 (одиночки) років.
Чемпіонка світу 1991 року в одиночці, срібна призерка 1990, 1995 років в одиночці.  Дружина веслувальника Джона Волласа. Сестра веслувальниці Даніеле Лауманн.